# Okres Bielsk
Okres Bielsk (polsky Powiat bielski) je okres v polském Podleském vojvodství. Rozlohu má 1385,2 km² a v roce 2019 zde žilo 54 353 obyvatel. Sídlem správy okresu je město Bielsk Podlaski.

## Gminy
Městská:
- Bielsk Podlaski
- Brańsk

Vesnické:
- Bielsk Podlaski
- Boćki
- Brańsk
- Orla
- Rudka
- Wyszki

## Města
- Bielsk Podlaski
- Brańsk